# Lennox Pawle
John Lennox Pawle (* 27. April 1872 in Marylebone, Middlesex; † 22. Februar 1936 in Los Angeles, Kalifornien) war ein britischer Theater- und Filmschauspieler.

## Leben und Karriere
Lennox Pawle wurde als Sohn des Londoner Solicitors John Christopher Pawle und seiner Ehefrau Maria geboren. Sein Geburtsjahr ist strittig, mehrheitlich wird 1872 genannt, allerdings auch 1871. Er arbeitete zunächst als Zeitungsredakteur sowie als Publikant für Pferderennen, ehe er die Schauspielerei für sich entdeckte. Nachdem Pawle die Schauspielschule der Theaterdarstellerin Sarah Torne besucht hatte, machte er sich während der 1890er-Jahre einen Namen als Darsteller von komischen Figuren in Londoner Theatern, darunter regelmäßig in Maude Adams’ Theatertruppe. 1910 siedelte Lennox Pawle in die Vereinigten Staaten über und trat noch im selben Jahr in Louis N. Parkers Stück The Pomander Walk auf, dass zu einem großen Erfolg wurde. In einem weiteren Stück von Parker trat er in einer modernen Adaption von David Copperfield als Mr. Micawber auf. Pawle heiratete Parkers Tochter Dorothy, seine erste Ehe war 1909 in einer Scheidung geendet. Er und seine Frau kehrten während des Ersten Weltkrieges nach England zurück und blieben dort während der Kriegsjahre.
In England angekommen trat der korpulente Charakterdarsteller auch in einigen Stummfilmen auf, was sein Filmdebüt bedeutete. 1919 kehrte das Ehepaar an den Broadway zurück, wo Pawle auch in den 1920er-Jahren ein vielbeschäftigter Darsteller war. Seine Frau zog allerdings im Jahre 1924 ohne ihn nach England zurück. Seit Beginn des Tonfilmes Ende der 1920er-Jahre arbeitete Pawle auch parallel in Hollywood, wo er als Darsteller von komischen Nebenrollen in Erscheinung trat. Von seinen 16 Filmauftritten wurde die Rolle des verrückten, aber liebenswürdigen Mr. Dick in David Copperfield (1935) seine berühmteste. Er erhielt gute Kritiken, starb jedoch nur ein Jahr nach dem Film an einer intrazerebralen Blutung.

## Filmografie
- 1918: The Admirable Chrichton
- 1918: All the Sad World Needs
- 1920: The Temptress
- 1929: The Glorious Adventure
- 1929: Married in Hollywood
- 1929: The Sky Hawk
- 1929: Hot for Paris
- 1931: Die Sünde der Madelon Claudet (The Sin of Madelon Claudet)
- 1931: Mata Hari
- 1935: David Copperfield
- 1935: The Gay Deception
- 1935: Sylvia Scarlett